# Stomozoa roseola
Stomozoa roseola is een zakpijpensoort uit de familie van de Stomozoidae. De wetenschappelijke naam van de soort is voor het eerst geldig gepubliceerd in 1955 door Millar.